# 内莉·莱蒂宁
内莉·莱蒂宁（芬蘭語：Nelli Laitinen，2002年4月29日—），芬兰女子冰球运动员，场上位置是防守后卫。她曾代表芬兰参加2022年冬季奥林匹克运动会冰球比赛，获得一枚铜牌。